# Pristigenys alta
Pristigenys alta — вид лучепёрых рыб из семейства каталуфовых (Priacanthidae).

## Описание
Наиболее заметной особенностью Pristigenys alta являются очень большие глаза. Сбоку тело этой рыбы выглядит яйцевидным, при этом оно сильно сплющено с боков. Окрас ярко-красный. Морда тупая. Средняя длина тела около 20 см, максимальная 30. У неё грубая чешуя и большие брюшные плавники.

## Распространение
Этот вид встречается в Западной Атлантике вдоль восточного побережья Северной Америки от Северной Каролины на юг, в Мексиканском заливе, в Карибском море и в Вест-Индии.

## Среда обитания
Это одиночная морская рыба, обитающая в основном на коралловых рифах на глубине от 5 до 200 метров. Её также можно найти на каменистом дне.